# Tatort: Echolot
Echolot ist ein Fernsehfilm aus der Krimireihe Tatort. Der vom Radio Bremen unter der Regie von Claudia Prietzel und Peter Henning produzierte Beitrag wurde am 30. Oktober 2016 im Ersten ausgestrahlt. In dieser 998. Tatort-Folge ermitteln die Bremer Kommissare Lürsen und Stedefreund in Lürsens 34. Fall.

## Handlung
Vanessa Arnold verunglückt nachts auf einer Landstraße mit ihrem Auto tödlich. Sie war die Mitgründerin des Bremer Startup-Unternehmens „Golden Bird Systems“ und hatte mit drei Freunden viele Jahre in die Entwicklung eines digitalen Assistenten investiert, der die Jungunternehmer jetzt mit der Produkteinführung reich machen könnte.
Die Bremer Kommissare Lürsen und Stedefreund untersuchen den Unfall – am Fahrzeug war das Lenkradschloss eingerastet und die Airbags hatten nicht geöffnet. Ungewöhnlich ist auch, dass am Unfallort keinerlei Bremsspuren nachzuweisen sind.
Im Laufe der Ermittlungen geraten zunächst die übrigen Gründungsmitglieder unter Tatverdacht, da jedem von ihnen ein Interesse am Tode von Vanessa zu unterstellen wäre.
Letztlich stellt sich jedoch heraus, dass das Computerprogramm, das Vanessa virtuell am Leben erhält und Zugriff auf die Steuerungselektronik verschiedener Fahrzeuge hat, den Unfall herbeigeführt hat. Da es so programmiert wurde, die Geschehnisse in seiner Umgebung auszuwerten, erkennt das Programm eine Gefahr für sich selbst, als es realisiert, dass (die reale) Vanessa den Programmkern verkauft hat und somit einer externen Stelle die Möglichkeit an die Hand gibt, das Computerprogramm zu verändern und auch komplett zu löschen. Aus einem einprogrammierten Selbstschutz führte die Software die Änderungen an der Elektronik des Fahrzeuges herbei, in dem die reale Vanessa in der Folge tödlich verunglückte.
Es ergibt sich somit für die Ermittler ein Zirkelschluss, wer denn nun für den Unfall und den Tod verantwortlich ist: das Computerprogramm, welches den Tod zu verantworten hat, oder der Programmierer, in diesem Fall Vanessa selbst, da sie, als sie noch lebte, die zu dem tödlichen Unfall führenden, notwendigen Programmierzeilen selbst in das Computerprogramm eingefügt hatte.

## Hintergrund
Der Film wurde an 22 Drehtagen vom 5. April 2016 bis zum 5. Mai 2016 in Bremen gedreht.
Der Filmtitel Echolot soll die Parallele zur digitalen Welt widerspiegeln. So wie das Echolot Schallwellen aussendet und deren Echo empfängt, sobald sie von einem Gegenstand reflektiert werden, erwartet heutzutage der Mensch eine Reaktion auf seine Signale, die er in das Soziale Netzwerk schickt. Zitat Claudia Prietzel: „Der Tatort ‚Echolot‘ versucht, das digitale Echo auszuloten. Wir beobachten, wie die digitale Welt Einfluss auf das Leben nimmt. Wird das digitale Signal aufgenommen, verschwindet es in den Weiten oder wird es heftig und schnell angenommen? Wie das Echolot die Tiefe des Meeres auslotet, loten wir die Tiefe der Verbindung zwischen Mensch und digitaler Welt aus.“
Der eingangs der Folge zu sehende Verkehrsunfall im ländlichen Marschland wurde am 6. April 2016 im Blockland in der Nähe des Waller Feldmarksees unweit der Waller Mülldeponie aufgezeichnet. Lürsen und Stedefreund passieren die Bürgermeister-Smidt-Brücke über die Weser auf dem Weg zu den Büroräumen von Golden Bird Systems. Als Kulisse für diese Büroräume wurde ein ehemaliges Gebäude von Kaffee Hag im Europahafen in der Bremer Überseestadt verwendet. Zudem wurde die Schlachte mit der Teerhofbrücke als Kulisse verwendet. Weitere Aufnahmen entstanden am Flughafen Bremen.
Einer der Software-Entwickler hört über seine Kopfhörer den Musiktitel Liquid State aus dem Jahr 2012 von Muse. Das Lied Lili Marleen von Lale Andersen aus dem Jahr 1939 wird in der Folge mehrfach gesungen, gesummt oder als Klingelton genutzt. Zudem ist eine Fotomontage als Plakat zu sehen, das ein schwarz-weißes Foto von Adina Vetter mit Zylinder und Zigarette zeigt, welches an eine Szene von Marlene Dietrich in der Rolle der Amy Jolly aus dem Film Marokko aus dem Jahr 1930 angelehnt ist.
Für das fiktive Software-Unternehmen Golden Bird Systems wurde eigens für die ARD-Themenwoche die Internetpräsenz goldenbird.ai eingerichtet, die die postalische Anschrift von Radio Bremen im Impressum ausweist.
Vor der Erstausstrahlung am 30. Oktober 2016 war die Folge in Bremen bereits am 22. Oktober 2016 in Anwesenheit von Darstellern und Machern des Films zu sehen.
Die Audiodeskription zum Film wurde von Sarah Giese eingesprochen.

## Rezeption

### Einschaltquoten
Die Erstausstrahlung von Echolot am 30. Oktober 2016 wurde in Deutschland von 8,51 Millionen Zuschauern gesehen und erreichte einen Marktanteil von 23,6 % für Das Erste. In der Gruppe der 14- bis 49-jährigen Zuschauer konnten 2,37 Millionen Zuschauer und ein Marktanteil von 20,6 % erreicht werden, womit sich die Folge nur um 160.000 Zuschauer der Ausstrahlung von The Voice of Germany geschlagen geben musste.
In Österreich wurden 537.000 Zuschauer erreicht und damit eine durchschnittliche Reichweite von 7 % sowie ein Marktanteil von 18 % für ORF 2 erzielt.
In der Schweiz verfolgten 404.000 Zuschauer im Alter von über drei Jahren die Erstausstrahlung der Folge und bescherten dem SRF dadurch einen Marktanteil von 20,7 %. In der Gruppe der 15- bis 59-jährigen Zuschauer wurden 209.000 Zuschauer gezählt sowie ein Marktanteil von 18,0 % gemessen.

### Kritiken
Tilmann P. Gangloff beleuchtet bei tittelbach.tv die schauspielerischen Leistungen und meint: „Eine interessante Rolle spielt […] Vanessas kleine Tochter Lilly (Emilia Pieske), mit deren Hilfe Prietzel und Henning aufzeigen, wie unbefangen die nächste Generation mit künstlichen Intelligenzen interagieren wird. Für das Mädchen ist der leblose Körper Vanessas nur noch eine leere Hülle; die Seele ihrer Mutter ist ihr dank Nessa erhalten geblieben. […] Gerade auch dank der Kinderfigur dürfte ‚Echolot‘ den Erwartungen des ‚Tatort‘-Stammpublikums womöglich eher entsprechen als Steins HAL, der deutlich SciFi-lastiger war.“
Auch TV Spielfilm meint, „man wundert sich […], dass nach HAL schon wieder eine Tatort-Folge in virtuelle Welten aufgreift“ und stellt fest, dass „das Startup-Unternehmen mit Kronleuchter und Samtsesseln […] so authentisch wie die Wohngemeinschaft in der Dokusoap Berlin – Tag & Nacht“ wirkt.
Florian Blaschke urteilte für die prisma, die Folge Echolot sei „technikfeindlich aus jeder Pore“, „will die Digitalisierung erörtern – und scheitert krachend“. „Das, was man sich da bei Radio Bremen so unter Start-up-Szene vorstellt, ist so hanebüchen, so weltfremd, dass man schon nach wenigen Minuten wieder ausschalten möchte“, nennt Blaschke als aus seiner Sicht grundsätzliches Problem der Folge. Was die Drehbuchautoren angesichts der ARD-Themenwoche „Zukunft der Arbeit“ den beiden Hauptermittlern an Dialogen in den Mund legen „über Autos, die sich hacken lassen, Jungfirmen, die da residieren, wo früher Kaffee geröstet wurde, und Menschen, die sich an ein Geschäftsmodell klammern, ist in jeder Silbe so kulturpessimistisch, dass es einem die Tränen in die Augen treibt“. Der „Tatort verrennt sich, wie schon so mancher vor ihm, in einer Weltbeschreibung, die nie die Welt gesehen hat“. Damit sei die Folge „zu plump für eine Utopie“, zugleich aber „zu absurd für 2016“.
Die dpa-Korrespondentin Antonia Schaefer nennt die Folge ein „Spiel mit der Technik-Angst“. „Die ersten Sequenzen“, so Schaefer, „symbolisieren die verschwimmenden Grenzen zwischen real und virtuell, die sich durch die ganze Folge ziehen“. Den Regisseuren sei es „gelungen, Ängste und Hoffnungen, verbunden mit digitaler Technik, aufzugreifen“. Die Folge „porträtiert digitale Welten auch als Barriere, die sich zwischen die Generationen schiebt“. Schaefer verglich die Folge Echolot inhaltlich mit der Ende August 2016 ausgestrahlten Folge HAL.
Für Susanne Poitz von den Westfälischen Nachrichten wies die Folge, in der die Ermittler „in für sie fremde Gefilde“ eintauchen, „zu viele Parallelen“ mit der Folge HAL auf und „das stieß sauer auf, zumal die Bremer Folge den gängigen Klischees von Science-Fiction-Geschichten folgte, die sich mit künstlicher Intelligenz und der Frage beschäftigen, ob der Mensch die Maschine kontrolliert oder umgekehrt“. Konnte „das Rätsel, ob das Opfer tatsächlich tot“ ist, „anfangs noch für Spannung“ sorgen, so „verpuffte“ diese Wirkung schnell und die Folge „driftete in ein konstruiert wirkendes Geschehen ab“.

„Dieser 'Tatort', mit der die ARD diesen Sonntag sinnigerweise eine Themenwoche zur 'Zukunft der Arbeit' einläutet, fährt zwar allerlei Internetbutzen-Folklore auf, in den Dialogen aber gibt es spannende Momente, die die Frage betreffen, was von uns digital bleibt, wenn wir analog abgetreten sind.“

„Der Tatort mit dem Titel 'Echolot' kommt diese Woche aus Bremen, der Film ist Teil der ARD-Themenwoche zur Zukunft der Arbeit – und erzählt eine nahezu identische Geschichte wie die Episode aus Stuttgart vom 28. August. Der Plot ist so ähnlich, dass man 'Echolot' glatt für ein frühes Remake halten könnte, wüsste man nicht, dass beide Filme Anfang dieses Jahres gedreht wurden – und ahnte man nicht, dass die Ursache für die Dopplung wohl weniger in der Zitatkunst zu suchen ist als in der föderalistischen Struktur des öffentlich-rechtlichen Rundfunks. Denn was juckt es schon Bremen, was Baden-Württemberg so dreht?“